# Prince Jidōsha Kōgyō

Prince-Logo

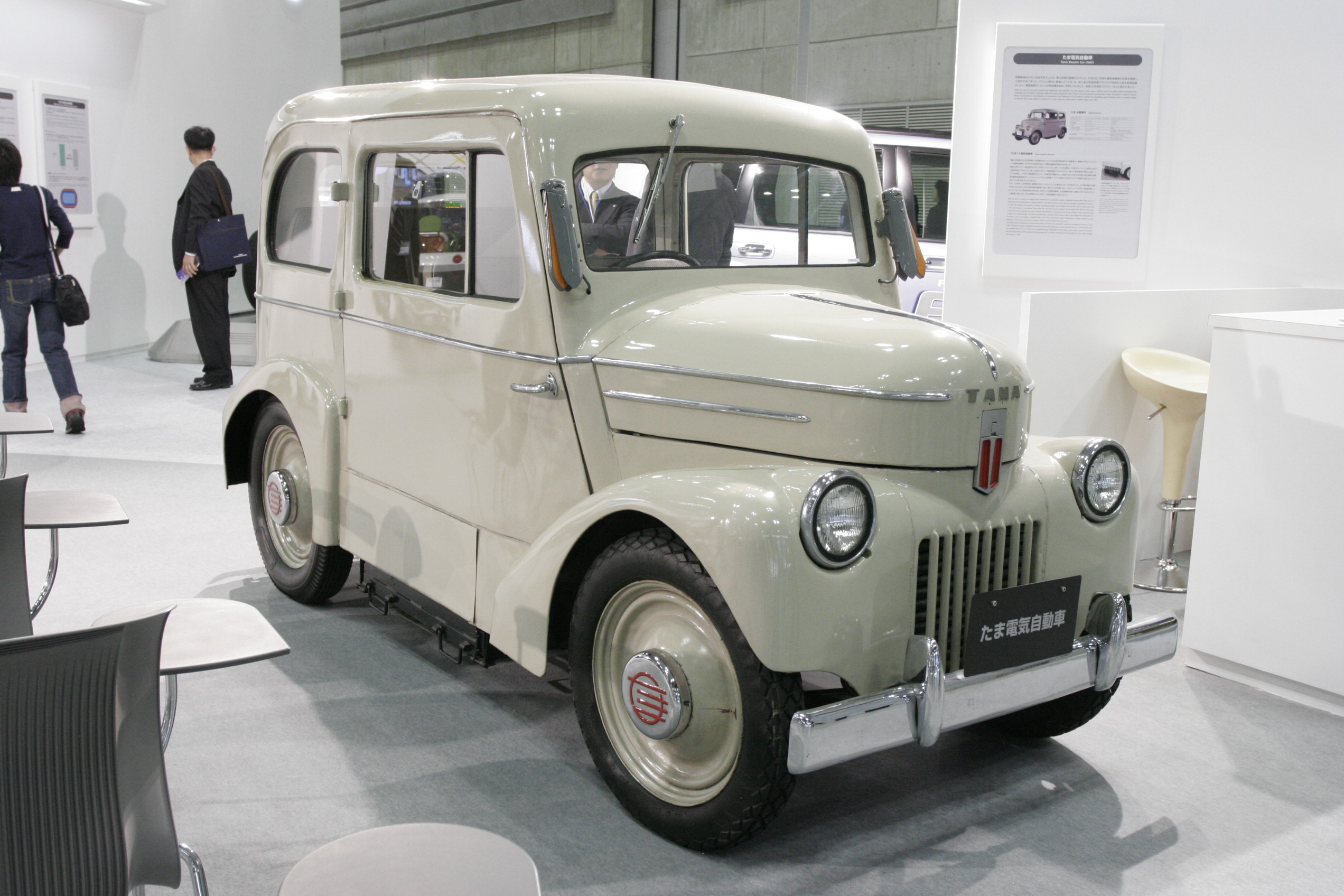
Tama (1947)

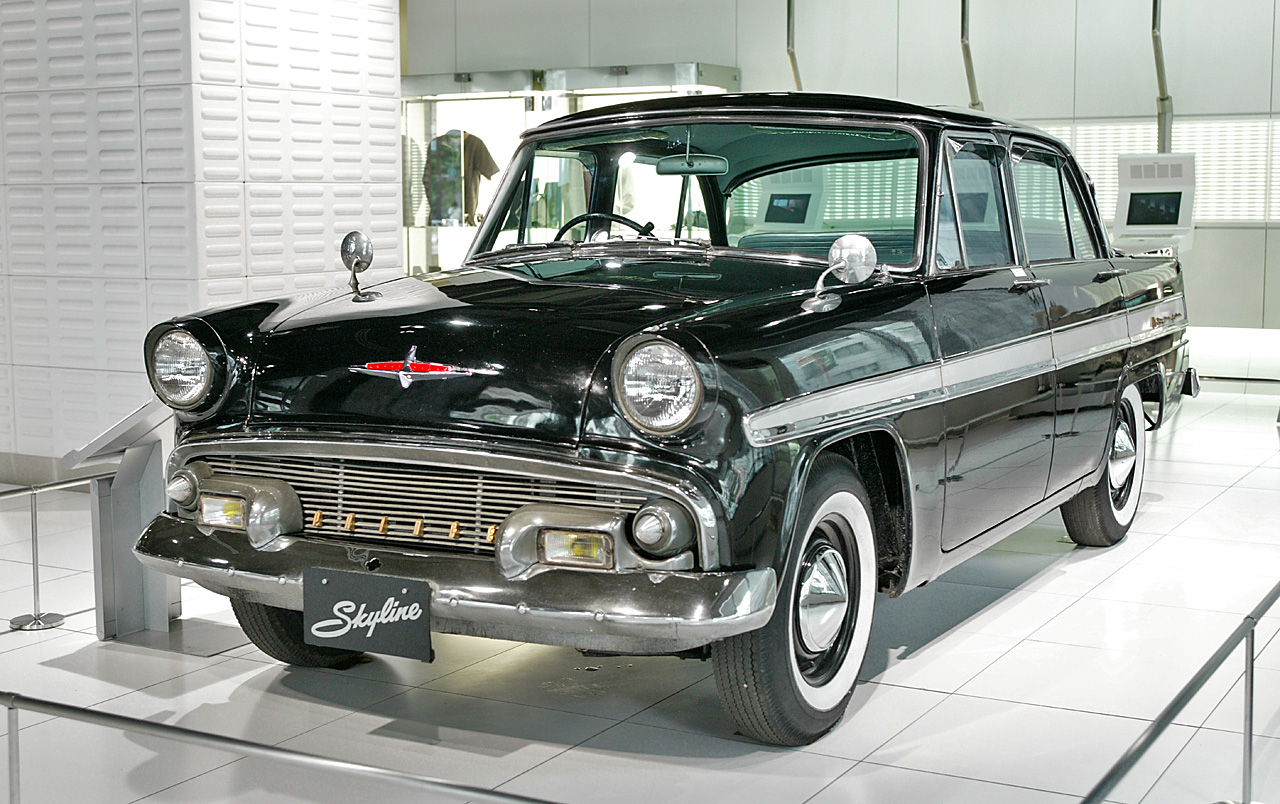
Prince Skyline ALSI-1

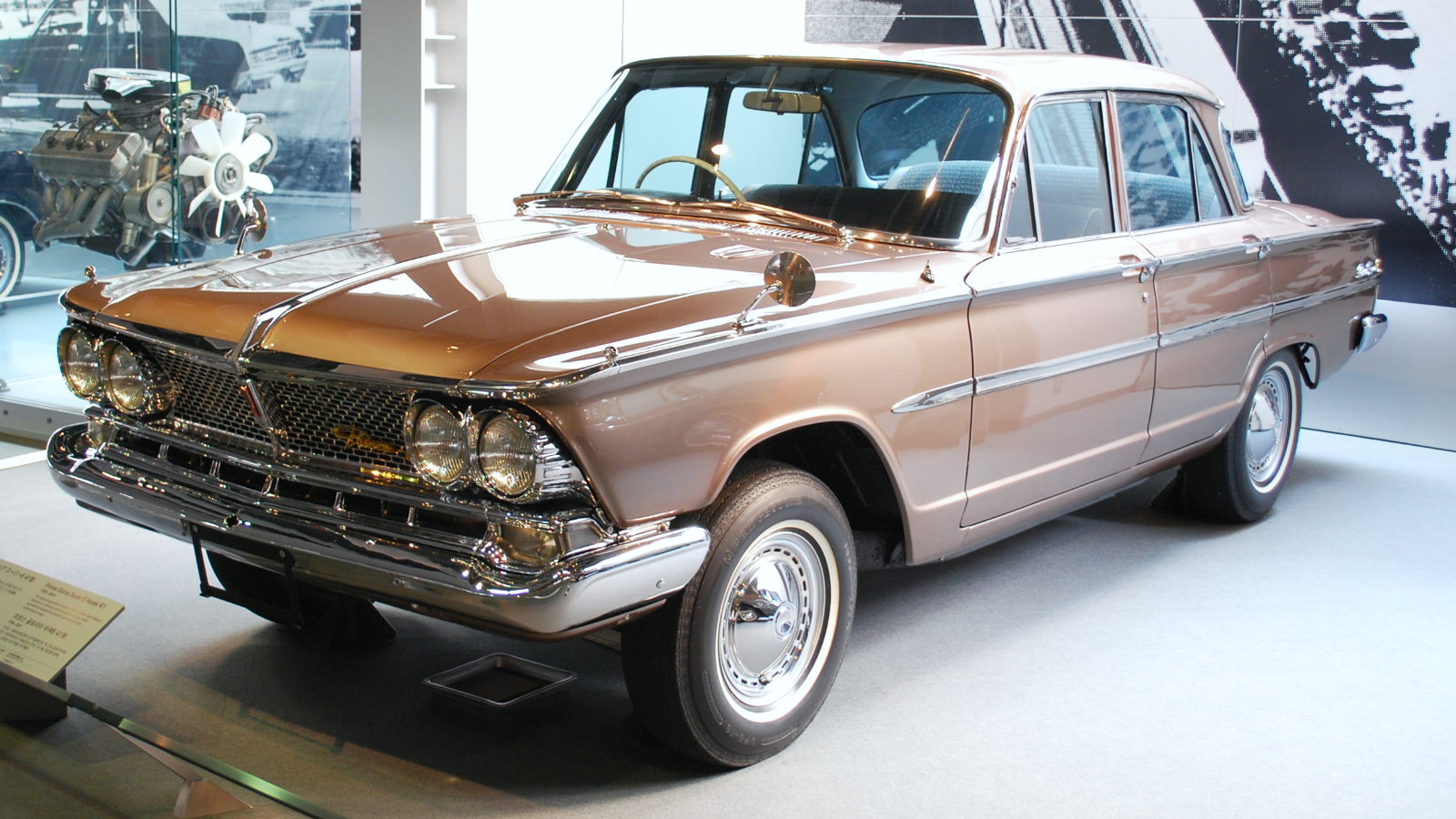
Prince Gloria (1963)

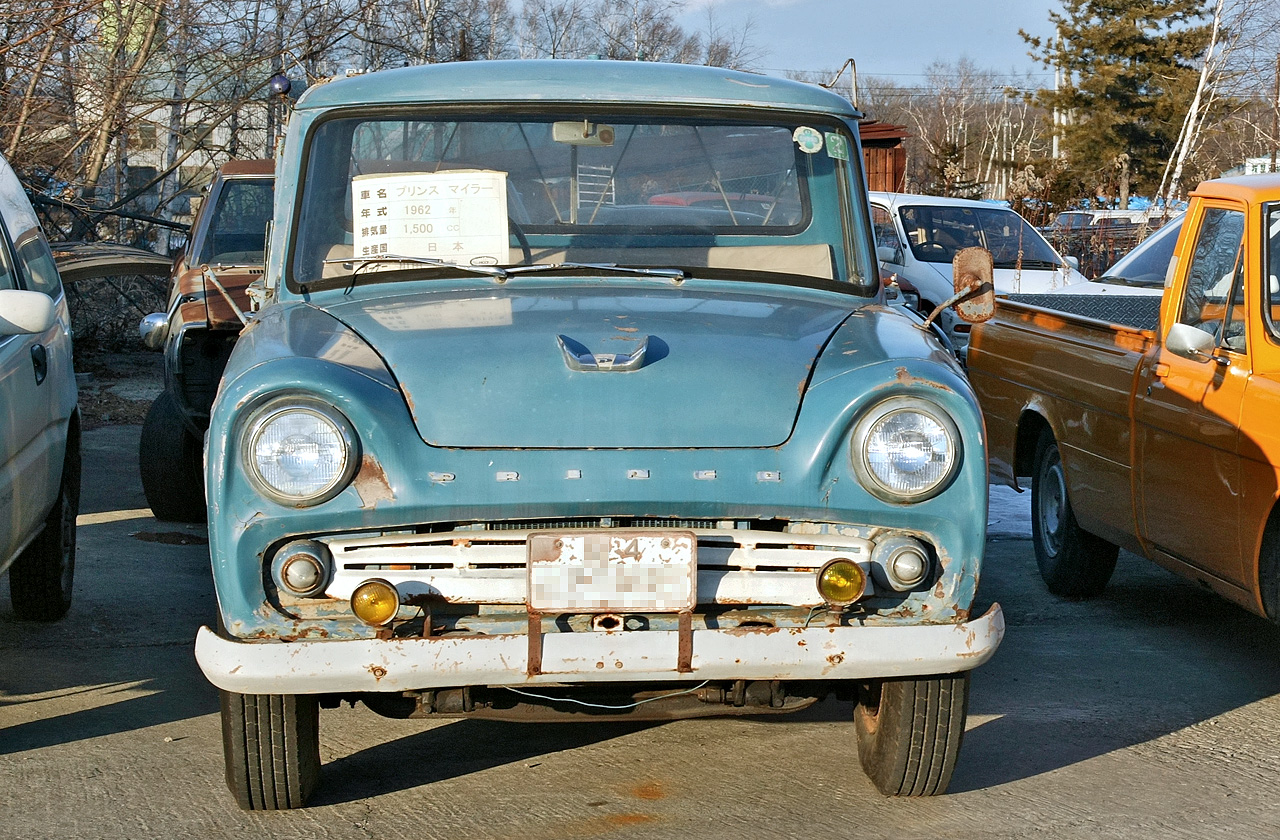
Prince Light Miler

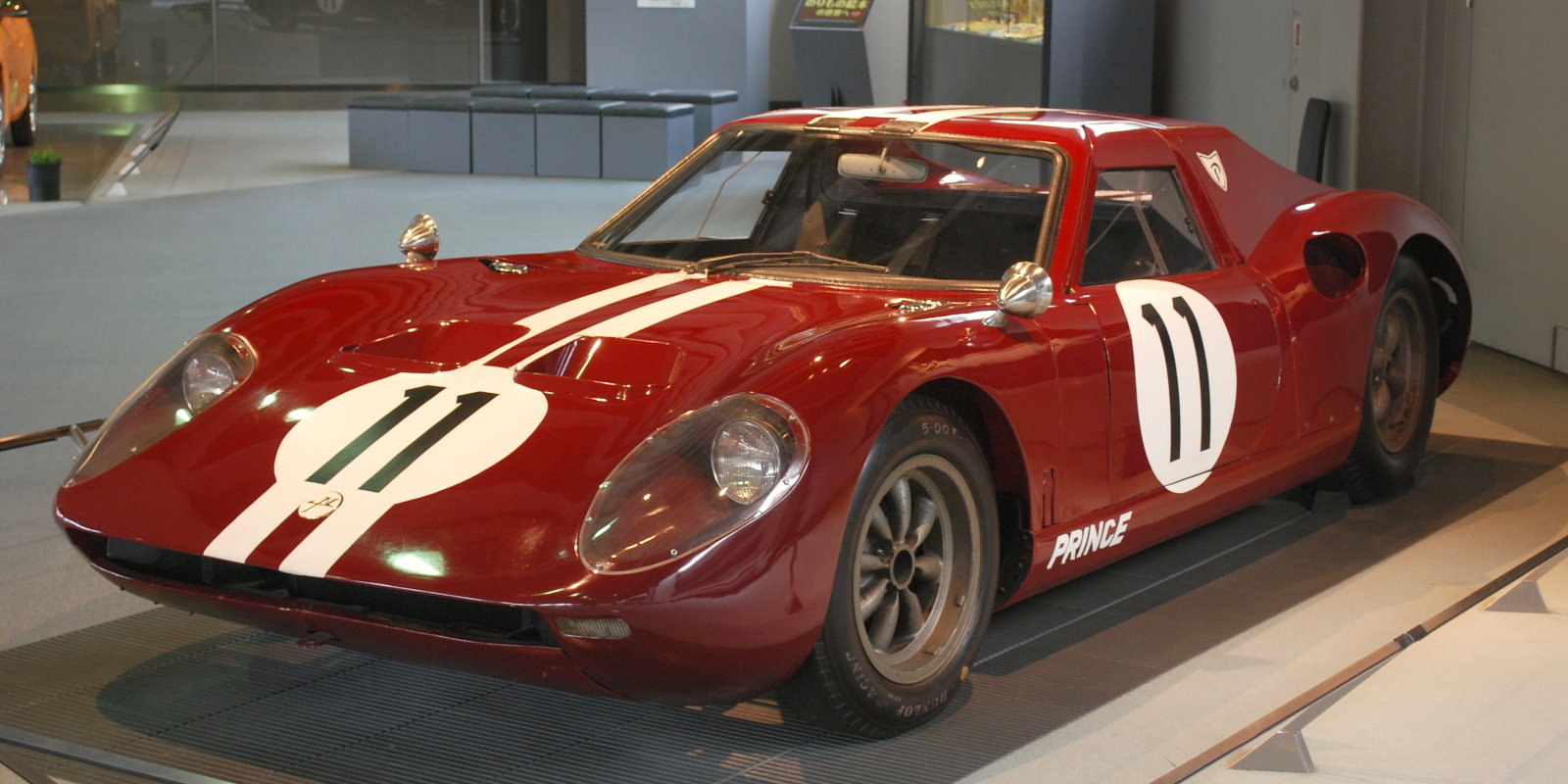
Prince R380 (1966)

Die Prince Jidōsha Kōgyō K.K. (jap. プリンス自動車工業株式会社, Purinsu jidōsha kōgyō kabushiki kaisha, engl. Prince Motor Company) war ein japanischer Automobilhersteller, der von 1947 bis zur Übernahme durch Nissan im August 1966 Luxuswagen und Nutzfahrzeuge baute.

## Geschichte
Nach dem Zweiten Weltkrieg richtete sich der Flugzeughersteller Tachikawa Hikōki neu auf den Automobilbau aus. Benutzt wurde eine geliehene Fabrik in Chōfu, Kitatama-gun, Präfektur Tokio. Da zu dieser Zeit das Benzin rationiert wurde, konzentrierte man sich auf Elektrofahrzeuge. 1946 wurden die ersten beiden Truckprototypen vom Typ EOT-46 hergestellt, die auf einem Ōta-Modell basierten. 1947 folgte der vollständig selbst entwickelte Prototyp EOT-47. Der Personenkraftwagen E4S-47 folgte im Mai und wurde nach dem Herstellungsort Tama genannt. Im Juni erfolgte die Gründung des eigenständigen Unternehmens Tōkyō Denki Jidōsha (東京電気自動車, engl. Tokyo Electric Motorcar Co., dt. „Elektrofahrzeuge Tokio“).
1948 folgten als Nachfolgemodelle des Tama (E4S-47) der Tama Junior (E4S-48) und der Tama Senior (EMS-48) und 1949 der Tama Junior 4 Door (E4S-49).
1949 wurde der Unternehmensname auf Tama Denki Jidōsha (たま電気自動車, dt. „Elektrofahrzeuge Tama“) geändert. Nachdem Prinz Akihito am 10. November 1952 formell zum Thronfolger ernannt wurde, erfolgte im selben Monat die Umbenennung zu Prince Jidōsha Kōgyō. 1954 erfolgte ein Zusammenschluss mit der Fuji Seimitsu Kōgyō (富士精密工業, dt. „Fuji-Präzisionsmaschinenindustrie“, engl. Fuji Precision Industries), wobei der Name von letzterer übernommen wurde. 1961 erfolgte die Rückbenennung zu Prince Jidōsha Kōgyō.
Prince baute erfolgreich Luxusautomobile. Die bekanntesten Modellreihen waren der Skyline und der Gloria, die nach der Übernahme durch Nissan in deren Modellpalette aufgenommen wurden. Die Prince-Organisation blieb innerhalb der Nissan-Gruppe erhalten, auch wenn sie als Automarke verschwand. Als Verkaufsorganisation für Nissan-Automobile innerhalb Japans existiert sie noch heute. Außerdem spielt sie offensichtlich auch eine Rolle in der Entwicklungsabteilung von Nissan.

## Liste der Prince-Automobile
- Tama (Elektroauto)
- Tama Junior
- Tama Senior
- Prince Sedan (AISH) + (AMSH)
- Prince Skyline
- Prince Gloria
- Prince Skyway
- Prince R380
- Prince Truck
- Prince Miler T430/T431/T440/T442 (Pick-up)
- Prince Homer (Transporter)
- Homy (Kleinbus)
- Prince Clipper (LKW/Minibus)